# Fuerte Olimpo
Fuerte Olimpo ist die Hauptstadt des Departamento Alto Paraguay im Norden Paraguays. Die wirtschaftliche Tätigkeit in Fuerte Olimpo konzentriert sich auf die Viehzucht. Sie zählt 4370 Einwohner (Stand 2018).

## Geographie
Fuerte Olimpo liegt 760 km von Asunción entfernt in der dünn besiedelten Chaco-Region am Río Paraguay, an der Grenze zu Brasilien. Die Stadt ist von einem vier Kilometer langen Wall umgeben. Sie befindet sich auf einer Anhöhe und ist dadurch vor Überschwemmungen geschützt. Die Straßenanbindung der Kleinstadt gilt als nur zeitweise passierbar; wichtigste Verkehrsanbindung an das Hinterland ist der Hafen am Río Paraguay. Fuerte Olimpo wird als Eingang zum Feuchtgebiet Pantanal angesprochen („la puerta de entrada al Pantanal“). Die Temperaturen können im Sommer auf 45 °C steigen und im Winter auf 9 °C sinken.

## Geschichte
Fuerte Olimpo wurde am 25. September 1792 unter dem Namen Fuerte Borbón gegründet, um die Invasionen der Portugiesen aus Brasilien abzuwehren.
Seit 1948 ist Fuerte Olimpo Sitz des römisch-katholischen Apostolischen Vikariats Chaco Paraguayo, dessen Hauptkirche die Catedral María Auxiliadora (Maria Hilf) ist.

## Städtepartnerschaft
- Eine Städtepartnerschaft besteht mit Camisano Vicentino in Italien.[3]